# Paul Tanco
Paul Tanco (n. 24 iulie 1843, Monor, Bistrița-Năsăud – d. 11 septembrie 1916, Năsăud), a fost un matematician român, primul român ardelean care a obținut titlul de doctor în matematici.

## Biografie
Fiu al grănicerului Ioan Tanco din Monor, își începe învățătura la școala trivială din Monor, apoi ajunge la școala normală din Năsăud și de aici la Gimnaziul German din Bistrița, unde termină cursul inferior în 1860.
Pleacă la Blaj după 2 ani și, luând maturitatea în 1866, este trimis cu bursă din fondurile grănicerești la Facultatea de științe din Viena. Paul Tanco și-a susținut doctoratul la Graz (Austria) abia în 1872, fiind astfel, primul român doctor în matematică (de fapt, în filosofie, în care era cuprinsă și matematica).
În timpul studiilor la Viena face parte din conducerea societății literale-sociale "România" ca secretar, alături de Mihai Eminescu, Ion Slavici, Constantin Moisil.
A fost profesor de matematică și fizică la Gimnaziul din Năsăud. Din 1874 până în 1880, apoi între 1886 și 1889 și 1896 și 1899, a fost directorul gimnaziului. În 1903 s-a pensionat.
Din 1903 până în 1916 a fost director al societății de împrumut și păstrare „Aurora” din Năsăud.

## Lucrări
A fost și un apreciat autor de studii didactice și pedagogice: 
- Unitatea sistemei solare (1875),
- Poziția cosmică a cometelor (1876),
- Considerațiuni pedagogice asupra disciplinelor matematice în gimnazii (1876),
- Descoperirea planetei Vulcan (1878) ș.a.[3]

De la Paul Tanco ne-au rămas lucrări originale de valoare stiințifică. A publicat șapte studii de matematici elementare, astronomie, cosmografie, fizică și filozofie și o culegere de “Probleme algebrice”. Cinci studii sunt publicate în anuarul liceului din Năsăud, iar două în revista “Recreații științifice” din Iași.
În perioada 1901–1905 a fost director (președinte) al Despărțământului Năsăud al Asociației Transilvane pentru Literatura Română și Cultura Poporului Român – ASTRA.

## In memoriam
În memoria sa, în județul Bistrița-Năsăud se organizează concursul interdisciplinar județean "Dr. Paul Tanco" la literatură, gramatică, aritmetică și algebră, pentru elevii din clasele III - VIII, patronat de Societatea de Științe Matematice din România .
Școala generală din Monor poartă numele Paul Tanco.